# Lamborghini Sesto Elemento
Lamborghini Sesto Elemento ("nguyên tố thứ 6") là mẫu xe phiên bản giới hạn hiệu suất cao được sản xuất bởi nhà sản xuất ô tô Lamborghini. Sesto Elemento được giới thiệu lần đầu tại Triển lãm ô tô Paris năm 2010.Tên của Sesto Elemento liên quan đến số nguyên tử của carbon, đề cập đến sợi carbon được sử dụng trong cấu tạo của nó.

## Thiết kế và thông số kỹ thuật
Sesto Elemento được trang bị hộp số sàn tự động 6 cấp "e-gear" của Lamborghini và hệ dẫn động 4 bánh toàn thời gian, kết hợp với động cơ V10 5,2 lít mượn từ Gallardo Superleggera, tạo ra công suất 570 PS (419 kW; 562 mã lực) và mô-men xoắn 540 N⋅m (398 lbf⋅ft). Khung gầm, thân xe, trục truyền động, bánh xe và các bộ phận treo đều được làm bằng sợi carbon, giúp giảm trọng lượng tổng thể xuống còn 999 kg (2.202 lb), trọng lượng tương đương với những chiếc xe cỡ nhỏ. Sesto Elemento là chiếc xe đầu tiên sử dụng sợi carbon rèn (trong bồn và tay treo), một loại vật liệu carbon mới được phát triển bởi Lamborghini và Callaway Golf Company .

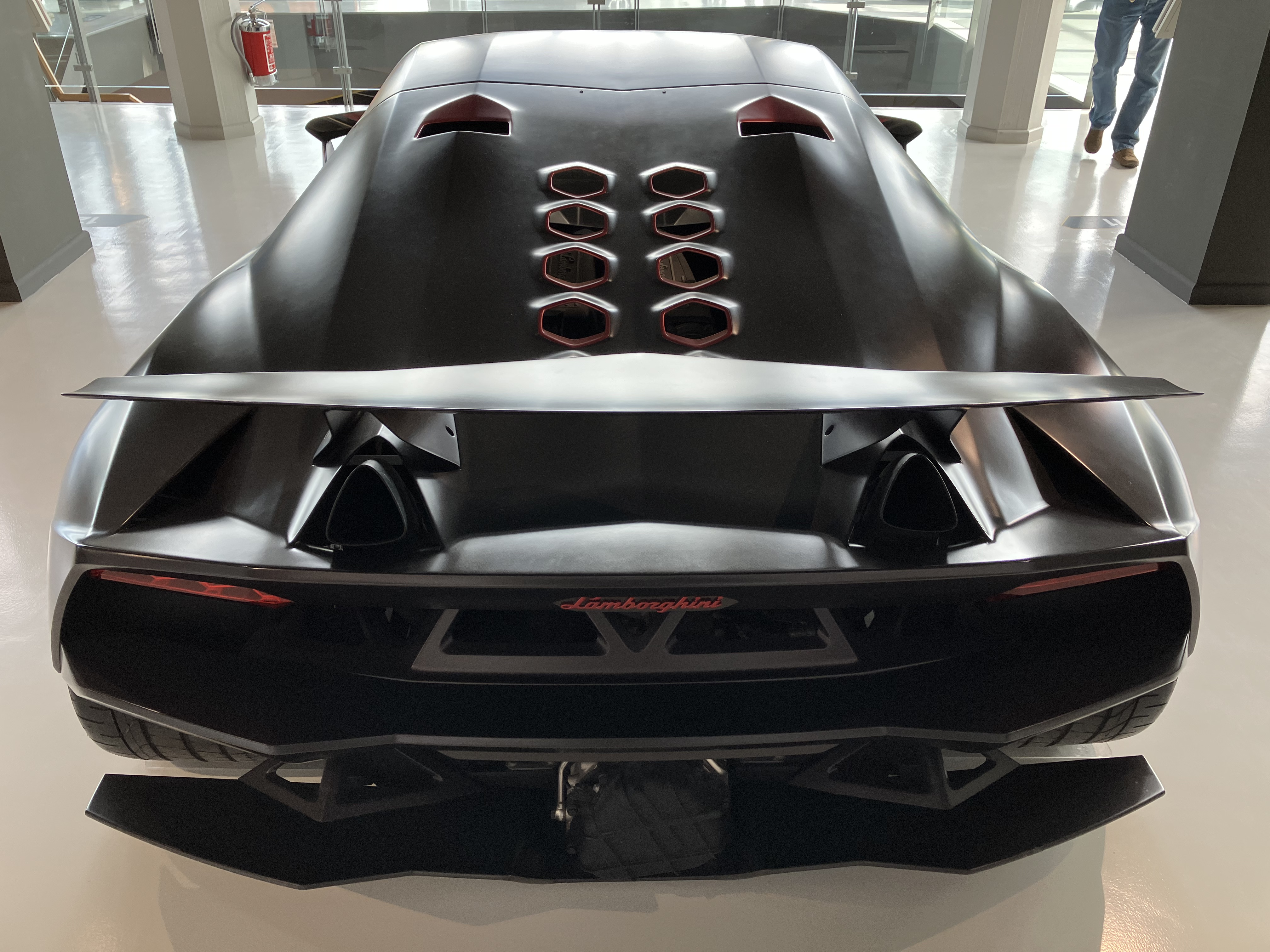
Sesto Elemento tại bảo tàng Lamborghini

Động cơ được làm mát thông qua 10 lỗ lục giác đặc biệt trên nắp động cơ, trong khi hai cửa hút gió mát vào khoang động cơ đặt giữa và ống xả được bố trí ở cánh gió sau. Lamborghini tuyên bố thời gian tăng tốc 0–100 km/h (0–62 mph) là 2,5 giây, 0–200 km/h (0–124 mph) thời gian là 8,0 giây , và tốc độ tối đa vượt quá là 356 km/h (221 mph). Nội thất của Sesto Elemento nhìn chung trống trải, không có các tiện nghi trên xe như điều hòa không khí và âm thanh nổi. Sesto Elemento cũng thiếu ghế ngồi, thay vào đó có đệm xốp gắn trực tiếp vào khung xe bằng sợi carbon.

## Sản xuất
Lamborghini đã công bố kế hoạch sản xuất 20 chiếc xe chỉ dành cho đường đua vào giữa năm 2011 với mỗi chiếc có giá 2.92 triệu USD. Vào thời điểm đó, Sesto Elemento là chiếc Lamborghini đắt nhất từng được sản xuất, cho đến khi Veneno được ra mắt, với giá xe lên tới 6.5 triệu USD. Do không có hứng thú với một chiếc xe đắt tiền và không được phép lưu thông trên đường, Lamborghini đã không thể tìm được 20 khách hàng sẵn sàng mua Sesto Elemento. Nhiều người tin rằng Lamborghini cuối cùng chỉ sản xuất 10 chiếc Sesto Elemento, thay vì 20 chiếc như kế hoạch. Điều này được chứng thực thông qua việc lưu giữ hồ sơ số nhận dạng xe, nhưng chưa được Lamborghini thừa nhận công khai.
Singapore là quốc gia nhận được nhiều ô tô hơn bất kỳ quốc gia nào khác với 4 chiếc ô tô được cập bến vào năm 2014, mặc dù một số đã rời khỏi đất nước này. Hoa Kỳ không nhận được Sesto Elemento, mặc dù một khung gầm trình diễn thỉnh thoảng được trưng bày tại Nhà máy Boeing Everett, vì Boeing đã hỗ trợ Lamborghini trong việc phát triển sợi carbon của họ.